# 李豪徳
李豪徳（リ・ハゥ・デッ、1986年3月22日 - ）は、中華人民共和国の漫画家。浙江省杭州市出身、杭州在住。男性。
2009年からミリオン出版（大洋図書）の月刊漫画雑誌『漫画実話ナックルズ』で
「李豪徳の勝手に文化開放生活」のエッセイ漫画を連載中。